# Allande
Pour les articles homonymes, voir Allande (homonymie).
Ne doit pas être confondu avec Allende.
Allande est une commune (concejo aux Asturies) située dans la communauté autonome des Asturies en Espagne. Son chef-lieu est Pola de Allande. Elle est limitrophe de Villayón au nord, de Cangas del Narcea et d'Ibias au sud, de Tineo à l'est et d'Illano, Pesoz, Grandas de Salime et Negueira de Muñiz (Lugo) à l'ouest. Sa population est de 1552 habitants (INE 2023).
La majeure partie de son territoire est déclarée paysage protégé dans la Sierra de Carondio et Valledor depuis 1994. Sa richesse forestière comprend les ifs séculaires de Santa Coloma, Lago et Bustantigo, ainsi que la zone de chênes-lièges de Boxo, tous déclarés monuments naturels.
C'est l'une des communes où l'on parle l'éonavien (ou galicien-asturien). 

## Paroisses
La commune d'Allande se divise en 17 paroisses civiles :
- Berducedo
- Besullo  (Bisuyu)
- Bustantigo
- Celón (Zalón)
- Lago (Llago)
- Linares (L.linares)
- Lomes (L.lomes)
- Parajas (Paraxes)
- Pola de Allande (La Puela)
- San Emiliano  (Santo Miyao)
- Santa Coloma  (Santa Colomba)
- San Martín del Valledor (Samartín)
- San Salvador del Valledor
- Villagrufe (Vil.lagrufe)
- Villar de Sapos  (Vil.lar de Sapos)
- Villavaser (Vil.labaser)
- Villaverde (Vil.laverde)

## Sites et monuments

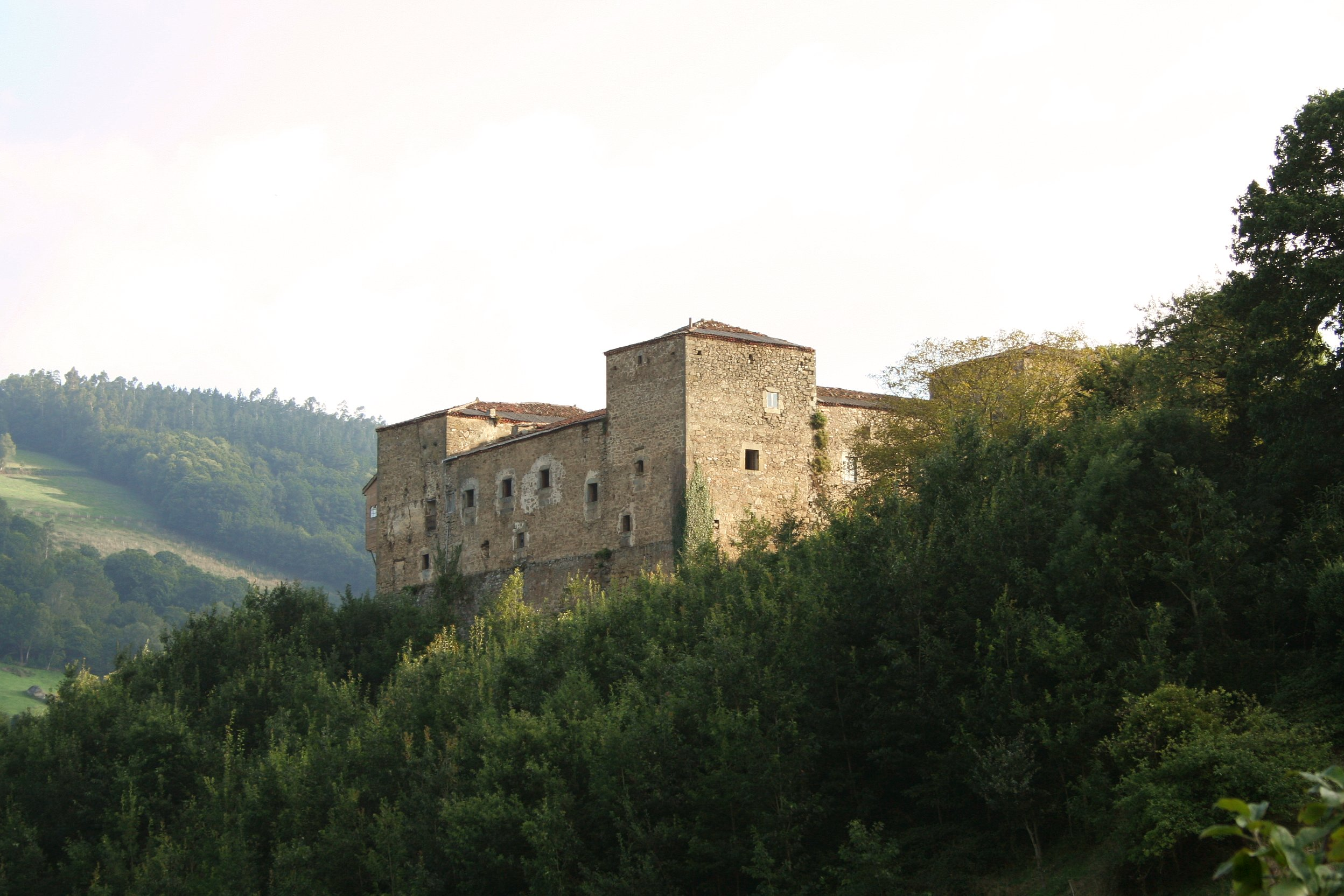
Le palais de Cienfuegos, Pola de Allende.